# Blackburneus testaceicolor
Blackburneus testaceicolor är en skalbaggsart som beskrevs av Vladimir Balthasar 1937. Blackburneus testaceicolor ingår i släktet Blackburneus och familjen Aphodiidae. Inga underarter finns listade.